# 보은 (가수)
보은(1992년 4월 14일 ~)은 슈퍼스타K7에서 최종 6위에 올랐던 미국 국적의 가수다. 2017년 싱글 [0]으로 데뷔했다.

## 방송
- 슈퍼스타K 7 (2015) - Top6

## 음반
- 슈퍼스타K7 #1 (2015)
- 슈퍼스타K7 TOP10 (2015)
- 슈퍼스타K7 TOP8 (2015)
- 슈퍼스타K7 TOP6 (2015)
- 0 (2017)
- 제비다방 컴필레이션 2017 + 2018 (2017)